# 관악구의 행정 구역
관악구의 행정 구역은 봉천동, 신림동, 남현동 3개의 법정동을 21개의 행정동으로 관리를 하고 있다. 관악구의 면적은
29.57 km2이며, 인구는 2011년 10월 1일을 기준으로 247,492 세대, 528,361명이다.

## 행정 구역
| 행정동   | 한자     | 면적  | 세대    | 인구    |
| -------- | -------- | ----- | ------- | ------- |
| 보라매동 | 보라매洞 | 0.78  | 11,653  | 26,988  |
| 은천동   | 殷川洞   | 0.79  | 15,020  | 36,651  |
| 성현동   | 成賢洞   | 0.68  | 12,916  | 35,101  |
| 중앙동   | 中央洞   | 0.39  | 7,436   | 14,854  |
| 청림동   | 靑林洞   | 0.32  | 6,716   | 17,274  |
| 행운동   | 幸運洞   | 0.69  | 15,507  | 30,214  |
| 청룡동   | 靑龍洞   | 1.18  | 17,951  | 33,745  |
| 낙성대동 | 落星垈洞 | 1.83  | 9,927   | 17,994  |
| 인헌동   | 仁憲洞   | 1.53  | 13,049  | 28,472  |
| 남현동   | 南峴洞   | 3.27  | 8,027   | 17,920  |
| 신림동   | 新林洞   | 0.54  | 12,692  | 18,878  |
| 신사동   | 新士洞   | 0.64  | 12,222  | 25,308  |
| 조원동   | 棗園洞   | 0.67  | 9,082   | 18,254  |
| 미성동   | 美星洞   | 1.40  | 13,897  | 34,720  |
| 난곡동   | 蘭谷洞   | 0.90  | 13,004  | 31,661  |
| 난향동   | 蘭香洞   | 0.82  | 6,826   | 18,083  |
| 서원동   | 書院洞   | 0.65  | 12,412  | 24,047  |
| 신원동   | 新源洞   | 0.54  | 9,510   | 20,094  |
| 서림동   | 西林洞   | 0.98  | 13,287  | 24,752  |
| 삼성동   | 三聖洞   | 3.05  | 12,388  | 30,185  |
| 대학동   | 大學洞   | 7.92  | 13,970  | 23,166  |
| 관악구   | 冠岳區   | 29.57 | 247,492 | 528,361 |

## 개요
| 행정동   | 법정동 | 한자   | 설명 |
| -------- | ------ | ------ | --- |
| 낙성대동 | 봉천동 | 奉天洞 | 조선시대에는 경기도 시흥군 동면 봉천리였고, 1914년 과천군 하북면 본동리(本洞里) 일부를 편입하여 시흥군 동면 봉천리로 되었다가, 1963년 서울특별시 영등포구에 편입되었다. 이때 설치된 행정동 봉신동(奉新洞)은 1966년 신림동과 봉천동(奉天洞)으로 분동하였다. 1973년 신설된 관악구로 편입되었다. |
| 보라매동 | 봉천동 | 奉天洞 | 조선시대에는 경기도 시흥군 동면 봉천리였고, 1914년 과천군 하북면 본동리(本洞里) 일부를 편입하여 시흥군 동면 봉천리로 되었다가, 1963년 서울특별시 영등포구에 편입되었다. 이때 설치된 행정동 봉신동(奉新洞)은 1966년 신림동과 봉천동(奉天洞)으로 분동하였다. 1973년 신설된 관악구로 편입되었다. |
| 성현동   | 봉천동 | 奉天洞 | 조선시대에는 경기도 시흥군 동면 봉천리였고, 1914년 과천군 하북면 본동리(本洞里) 일부를 편입하여 시흥군 동면 봉천리로 되었다가, 1963년 서울특별시 영등포구에 편입되었다. 이때 설치된 행정동 봉신동(奉新洞)은 1966년 신림동과 봉천동(奉天洞)으로 분동하였다. 1973년 신설된 관악구로 편입되었다. |
| 은천동   | 봉천동 | 奉天洞 | 조선시대에는 경기도 시흥군 동면 봉천리였고, 1914년 과천군 하북면 본동리(本洞里) 일부를 편입하여 시흥군 동면 봉천리로 되었다가, 1963년 서울특별시 영등포구에 편입되었다. 이때 설치된 행정동 봉신동(奉新洞)은 1966년 신림동과 봉천동(奉天洞)으로 분동하였다. 1973년 신설된 관악구로 편입되었다. |
| 인헌동   | 봉천동 | 奉天洞 | 조선시대에는 경기도 시흥군 동면 봉천리였고, 1914년 과천군 하북면 본동리(本洞里) 일부를 편입하여 시흥군 동면 봉천리로 되었다가, 1963년 서울특별시 영등포구에 편입되었다. 이때 설치된 행정동 봉신동(奉新洞)은 1966년 신림동과 봉천동(奉天洞)으로 분동하였다. 1973년 신설된 관악구로 편입되었다. |
| 중앙동   | 봉천동 | 奉天洞 | 조선시대에는 경기도 시흥군 동면 봉천리였고, 1914년 과천군 하북면 본동리(本洞里) 일부를 편입하여 시흥군 동면 봉천리로 되었다가, 1963년 서울특별시 영등포구에 편입되었다. 이때 설치된 행정동 봉신동(奉新洞)은 1966년 신림동과 봉천동(奉天洞)으로 분동하였다. 1973년 신설된 관악구로 편입되었다. |
| 청룡동   | 봉천동 | 奉天洞 | 조선시대에는 경기도 시흥군 동면 봉천리였고, 1914년 과천군 하북면 본동리(本洞里) 일부를 편입하여 시흥군 동면 봉천리로 되었다가, 1963년 서울특별시 영등포구에 편입되었다. 이때 설치된 행정동 봉신동(奉新洞)은 1966년 신림동과 봉천동(奉天洞)으로 분동하였다. 1973년 신설된 관악구로 편입되었다. |
| 청림동   | 봉천동 | 奉天洞 | 조선시대에는 경기도 시흥군 동면 봉천리였고, 1914년 과천군 하북면 본동리(本洞里) 일부를 편입하여 시흥군 동면 봉천리로 되었다가, 1963년 서울특별시 영등포구에 편입되었다. 이때 설치된 행정동 봉신동(奉新洞)은 1966년 신림동과 봉천동(奉天洞)으로 분동하였다. 1973년 신설된 관악구로 편입되었다. |
| 행운동   | 봉천동 | 奉天洞 | 조선시대에는 경기도 시흥군 동면 봉천리였고, 1914년 과천군 하북면 본동리(本洞里) 일부를 편입하여 시흥군 동면 봉천리로 되었다가, 1963년 서울특별시 영등포구에 편입되었다. 이때 설치된 행정동 봉신동(奉新洞)은 1966년 신림동과 봉천동(奉天洞)으로 분동하였다. 1973년 신설된 관악구로 편입되었다. |
| 난곡동   | 신림동 | 新林洞 | 조선시대에는 경기도 시흥군에 속하였다가, 1914년 경기도 시흥군 동면 신림리·서원리(書院里)·난곡리(蘭谷里)를 통폐합하여 신림리로 되었다. 1963년 서울특별시 영등포구에 편입되면서 신림동(新林洞)으로 바뀌었고, 1973년 신설된 관악구로 편입되었다.                                                 |
| 난향동   | 신림동 | 新林洞 | 조선시대에는 경기도 시흥군에 속하였다가, 1914년 경기도 시흥군 동면 신림리·서원리(書院里)·난곡리(蘭谷里)를 통폐합하여 신림리로 되었다. 1963년 서울특별시 영등포구에 편입되면서 신림동(新林洞)으로 바뀌었고, 1973년 신설된 관악구로 편입되었다.                                                 |
| 대학동   | 신림동 | 新林洞 | 조선시대에는 경기도 시흥군에 속하였다가, 1914년 경기도 시흥군 동면 신림리·서원리(書院里)·난곡리(蘭谷里)를 통폐합하여 신림리로 되었다. 1963년 서울특별시 영등포구에 편입되면서 신림동(新林洞)으로 바뀌었고, 1973년 신설된 관악구로 편입되었다.                                                 |
| 미성동   | 신림동 | 新林洞 | 조선시대에는 경기도 시흥군에 속하였다가, 1914년 경기도 시흥군 동면 신림리·서원리(書院里)·난곡리(蘭谷里)를 통폐합하여 신림리로 되었다. 1963년 서울특별시 영등포구에 편입되면서 신림동(新林洞)으로 바뀌었고, 1973년 신설된 관악구로 편입되었다.                                                 |
| 삼성동   | 신림동 | 新林洞 | 조선시대에는 경기도 시흥군에 속하였다가, 1914년 경기도 시흥군 동면 신림리·서원리(書院里)·난곡리(蘭谷里)를 통폐합하여 신림리로 되었다. 1963년 서울특별시 영등포구에 편입되면서 신림동(新林洞)으로 바뀌었고, 1973년 신설된 관악구로 편입되었다.                                                 |
| 서림동   | 신림동 | 新林洞 | 조선시대에는 경기도 시흥군에 속하였다가, 1914년 경기도 시흥군 동면 신림리·서원리(書院里)·난곡리(蘭谷里)를 통폐합하여 신림리로 되었다. 1963년 서울특별시 영등포구에 편입되면서 신림동(新林洞)으로 바뀌었고, 1973년 신설된 관악구로 편입되었다.                                                 |
| 서원동   | 신림동 | 新林洞 | 조선시대에는 경기도 시흥군에 속하였다가, 1914년 경기도 시흥군 동면 신림리·서원리(書院里)·난곡리(蘭谷里)를 통폐합하여 신림리로 되었다. 1963년 서울특별시 영등포구에 편입되면서 신림동(新林洞)으로 바뀌었고, 1973년 신설된 관악구로 편입되었다.                                                 |
| 신림동   | 신림동 | 新林洞 | 조선시대에는 경기도 시흥군에 속하였다가, 1914년 경기도 시흥군 동면 신림리·서원리(書院里)·난곡리(蘭谷里)를 통폐합하여 신림리로 되었다. 1963년 서울특별시 영등포구에 편입되면서 신림동(新林洞)으로 바뀌었고, 1973년 신설된 관악구로 편입되었다.                                                 |
| 신사동   | 신림동 | 新林洞 | 조선시대에는 경기도 시흥군에 속하였다가, 1914년 경기도 시흥군 동면 신림리·서원리(書院里)·난곡리(蘭谷里)를 통폐합하여 신림리로 되었다. 1963년 서울특별시 영등포구에 편입되면서 신림동(新林洞)으로 바뀌었고, 1973년 신설된 관악구로 편입되었다.                                                 |
| 신원동   | 신림동 | 新林洞 | 조선시대에는 경기도 시흥군에 속하였다가, 1914년 경기도 시흥군 동면 신림리·서원리(書院里)·난곡리(蘭谷里)를 통폐합하여 신림리로 되었다. 1963년 서울특별시 영등포구에 편입되면서 신림동(新林洞)으로 바뀌었고, 1973년 신설된 관악구로 편입되었다.                                                 |
| 조원동   | 신림동 | 新林洞 | 조선시대에는 경기도 시흥군에 속하였다가, 1914년 경기도 시흥군 동면 신림리·서원리(書院里)·난곡리(蘭谷里)를 통폐합하여 신림리로 되었다. 1963년 서울특별시 영등포구에 편입되면서 신림동(新林洞)으로 바뀌었고, 1973년 신설된 관악구로 편입되었다.                                                 |
| 남현동   | 남현동 | 南峴洞 | 조선시대에는 경기도 과천군 상북면 사당리(舍堂里)였고, 1914년 시흥군 신동면에 속하였다. 1963년 서울특별시에 편입되면서 사당동이 되었다. 1973년 신설된 관악구에 편입되었다가, 1980년 신설된 동작구로 사당동이 편입될 때, 관악구에 남은 구 사당동 지역을 관할로 하는 남현동이 새로 설치되었다.   |

## 역사
- 1973년 7월 1일 영등포구에서 노량진동·상도동·상도1동·봉천동·본동·흑석동·동작동·사당동·대방동·신대방동·방배동·신림동이 관악구로 분리되어 나옴.[3]
- 1975년 영등포구와 구역 조정
- 1980년 4월 1일 노량진동, 상도제1동, 상도동, 본동, 흑석동, 대방동, 신대방동 일원과 동작동 및 사당동 중 일부[5]를 분리하여 동작구가 신설되었고, 방배동은 강남구로 편입되었다.[4]
- 1988년 구로구의 일부를 관악구 신림11동으로 편입
- 2008년 9월 1일 행정동을 27개에서 21개로 통폐합하고 행정동 명칭을 변경하였다.

| 구 행정구역(행정동) | 신 행정구역(행정동) | 구 행정구역(행정동) | 신 행정구역(행정동) |
| 봉천본동, 봉천9동   | 은천동              | 신림본동            | 서원동              |
| 봉천2동, 봉천5동    | 성현동              | 신림1동             | 신원동              |
| 봉천4동, 봉천8동    | 청룡동              | 신림2동             | 서림동              |
| 봉천1동             | 보라매동            | 신림3동, 신림13동   | 난곡동              |
| 봉천3동             | 청림동              | 신림4동             | 신사동              |
| 봉천6동             | 행운동              | 신림5동             | 신림동              |
| 봉천7동             | 낙성대동            | 신림6동, 신림10동   | 삼성동              |
| 봉천10동            | 중앙동              | 신림7동             | 난향동              |
| 봉천11동            | 인헌동              | 신림8동             | 조원동              |
| 남현동              | 남현동              | 신림9동             | 대학동              |
|                     |                     | 신림11동, 신림12동  | 미성동              |